# Mantispa strigipes
Mantispa strigipes là một loài côn trùng trong họ Mantispidae thuộc bộ Neuroptera. Loài này được Westwood miêu tả năm 1852.